# Nowa Partia Konserwatywna (Nowa Zelandia)
Nowa Partia Konserwatywna (ang. New Conservative Party) – nowozelandzka partia polityczna powstała w 2011 r. Ugrupowanie znane jest jako jedno z najbardziej konserwatywnych w Nowej Zelandii.

## Historia
Ugrupowanie powstało w 2011 r. Formacja została zainicjowana w dłużej mierze przez byłych działaczy United Future, którzy po przybraniu przez tę formację, charakteru socjalliberalnego odłączyli się od partii i zaczęli inicjować wiele pomniejszych partii chrześcijańsko prawicowych (jaką przedtem była również United Future). W 2011 r. działacze kilku tego typu małych partii postanowili połączył siły i stworzyli wspólny projekt polityczny. W chwili powstania partii jej szeregi zasilili jeszcze niektórzy konserwatywni członkowie Partii Narodowej, niezadowoleni z dotychczasowego dyskursu swojej partii, który uważali za zbyt miałki, niezdecydowany i przytłumiony przez liberalne skrzydło partii. Partia została sformowana na zjeździe w sierpniu 2011 przez Colina Craiga wieloletniego działacza na rzecz demokracji bezpośredniej w Nowej Zelandii, inicjatora kilku krajowych referendów na wniosek obywateli.

drzewko przedstawiające pomniejsze partie chrześcijańsko- prawicowe, których ewolucja doprowadziła do powstania partii Konserwatywnej

Początkowo ugrupowanie nosiło nazwę „Partia Konserwatywna”, lecz w 2017 zmieniła nazwę na „Nowa Partia Konserwatywna” decyzją zarządu partii.
Pierwsze wybory parlamentarne, w których uczestniczyła partia (2011), nie były dla niej zbyt owocne – zdobyła 2,65% głosów i nie wygrała żadnego miejsca z okręgów jednomandatowych, co nie pozwoliło na przydział żadnych mandatów. Następne wybory parlamentarne okazały się dla formacji dużo bardziej łaskawe. W 2014 r. partia otrzymała niemal 4% poparcia. Nie otrzymała co prawda żadnego miejsca w Parlamencie, ale stanowiło to dość satysfakcjonujący wynik jak na partię bez bardzo rozpoznawalnych polityków. Najsławniejszymi członkami partii byli Lary Balldock i Gordon Copeland, posłowie w czasach świetności ugrupowania United Future. Obaj znani byli z bardzo konserwatywnych poglądów, osadzonych na fundamencie etyki chrześcijańskiej. Kolejna w 2017 elekcja do parlamentu znów okazała się spadkiem poparcia dla formacji. Partia zdobyła 0,2% głosów i nie zyskała żadnego miejsca w jednomandatowych okręgach wyborczych. Wzrost nastąpił w 2020, kiedy na partię zagłosowało 1,5% wyborców.

## Program
- ochrona wolności słowa[10]
- przywrócenie liberalnego ustawodawstwa, dotyczącego dostępu do broni (wycofane ustawą z 2019 r. po zamachach w Christchurch)[10]
- wprowadzenie wiążących referendów obywatelskich[11]
- reforma więziennictwa z naciskiem na wzmocnienie jego funkcji resocjalizacyjnej[12]
- zmniejszenie pensji poselskich do poziomu średniej krajowej[10]
- większe nakłady na szkolnictwo wyższe, kooperacja przedsiębiorstw i rządu w zakresie zwalczania zmian klimatycznych[13]
- zwiększenie dostępności i przystępności cen mieszkań[14]
- delegalizacja aborcji i eutanazji (obie zalegalizowane w 2020 r.)[15]
- sprzeciw wobec legalizacji rekreacyjnej marihuany[15]
- przymusowe roboty dla więźniów[12]
- odrzucenie ustawy Zielonych o zerowym zużyciu węgla i wycofanie NZ z porozumienia paryskiego[16]
- uznanie za małżeństwa jedynie związków kobiety i mężczyzny[17]
- usunięcie z ordynacji wyborczej specjalnych okręgów, przewidzianych dla populacji maoryskiej[18]

Partia sprzeciwia się socjalizmowi, określa się jako centrystyczna gospodarczo, opowiada się za wolnym rynkiem i drobnymi regulacjami chroniącymi strategiczne kwestie dla gospodarki, jest za zlikwidowaniem zbędnych barier biurokratycznych.

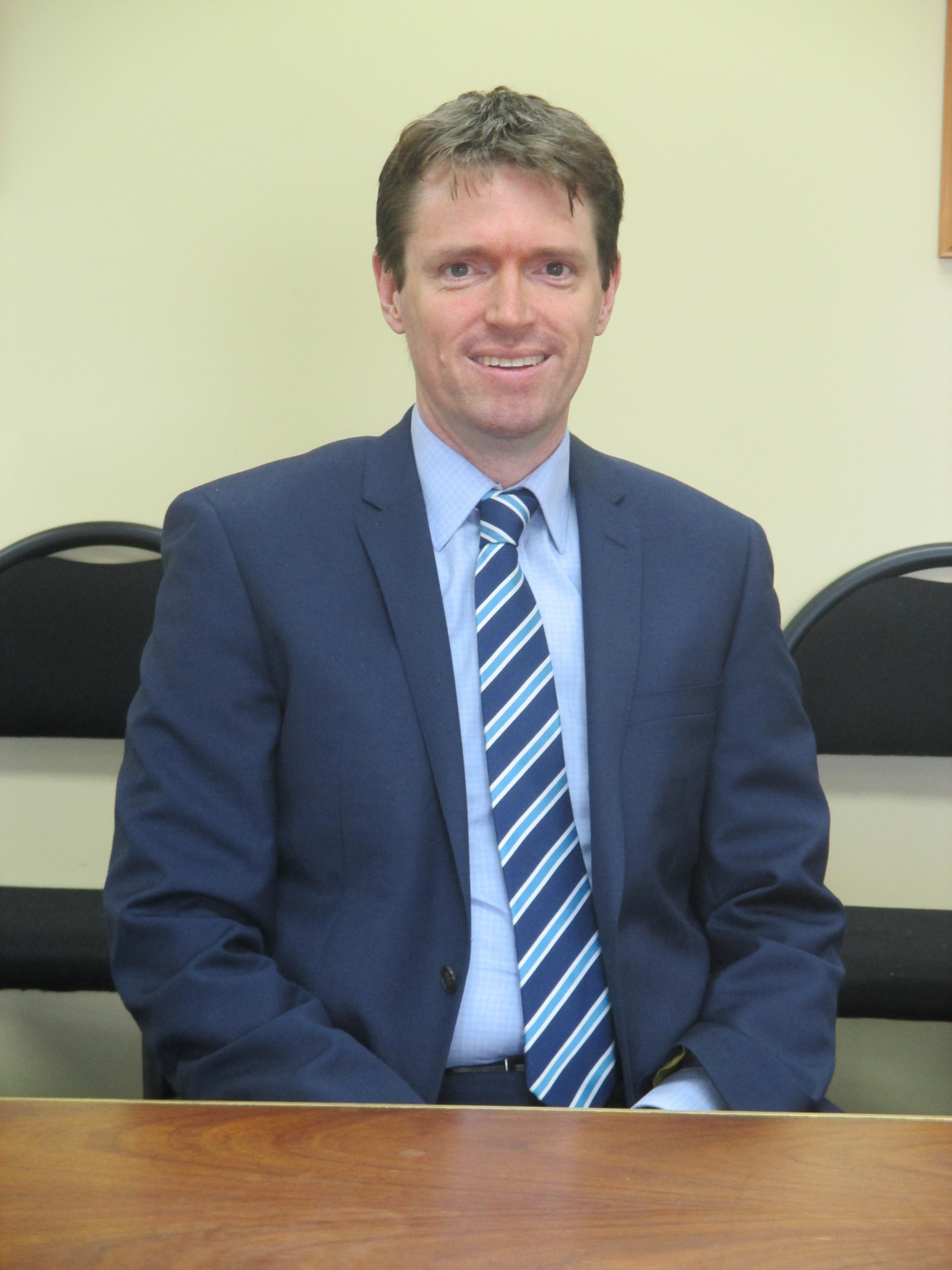
pierwszy prezes i założyciel partii Colin Craig

## Przewodnictwo
1. Colin Craig (2011-15)
2. wakat (2015-17)
3. Leighton Braker(2017-2020)
4. Elliot Ikilei (2020 listopad-grudzień)
5. wakat (od grudnia 2020)